# Kanjana Sungngoen
Kanjana Sungngoen, née le 21 septembre 1986, est une joueuse thaïlandaise de football évoluant au poste de milieu de terrain. Elle joue en club pour le Bangkok F.C. et en équipe nationale.

## Carrière
Elle a fait partie de l'équipe qui a participé à la Coupe d'Asie 2014. Lors du match de classement pour les 5e et 6e place, elle marque par deux fois et permet ainsi à son équipe de se qualifier pour la Coupe du monde 2015.
Elle fait partie des 23 joueuses retenues pour disputer la coupe du monde 2019 en France.

## Palmarès

### Palmarès en sélection
- Coupe d'Asie 2014 : 5e, Coupe d'Asie 2018 : 4e.
- Championnat d'Asie du Sud-Est : Vainqueur en 2011, 2015, 2016 et 2018.
- Jeux d'Asie du Sud-Est : médaille d'argent en 2009, médaille d'or en 2013.

Elle a marqué notamment dans un match de coupe du monde (France 2019, ndlr) lors de Suède-Thaïlande à la 92ème minute.